# 比基夫齊
50°4′5″N 26°7′6″E / 50.06806°N 26.11833°E
比基夫齊（烏克蘭語：Биківці）是位於烏克蘭西部特諾皮爾州裏克列梅涅茨區的村莊，始建於1703年，面積3.09平方公里，海拔高度257米，2010年人口800，人口密度每平方公里236.2人。